# Bandera de Hazas de Cesto
La bandera de Hazas de Cesto es uno de los símbolos del municipio español de Hazas de Cesto (Cantabria), junto a su escudo. Es de paño rectangular, horizontal, bicolor, compuesta de dos fajas horizontales de igual altura: una amarilla en la mitad superior, y una azul en la mitad inferior. Se trasladan a la bandera los colores de los campos del escudo, disponiéndolos en posición horizontal y sustituyendo el oro por el amarillo. El alto de la bandera será dos tercios de la anchura total, conservándose estas proporciones sea cual fuere el tamaño de la misma.
La bandera fue adoptada en sesión plenaria celebrada por el Ayuntamiento el día 27 de septiembre de 1995 siendo autorizada por el Consejo de Gobierno de Cantabria el día 22 de abril de 1996, previo informe favorable emitido por la Real Academia de la Historia.